# Andesina

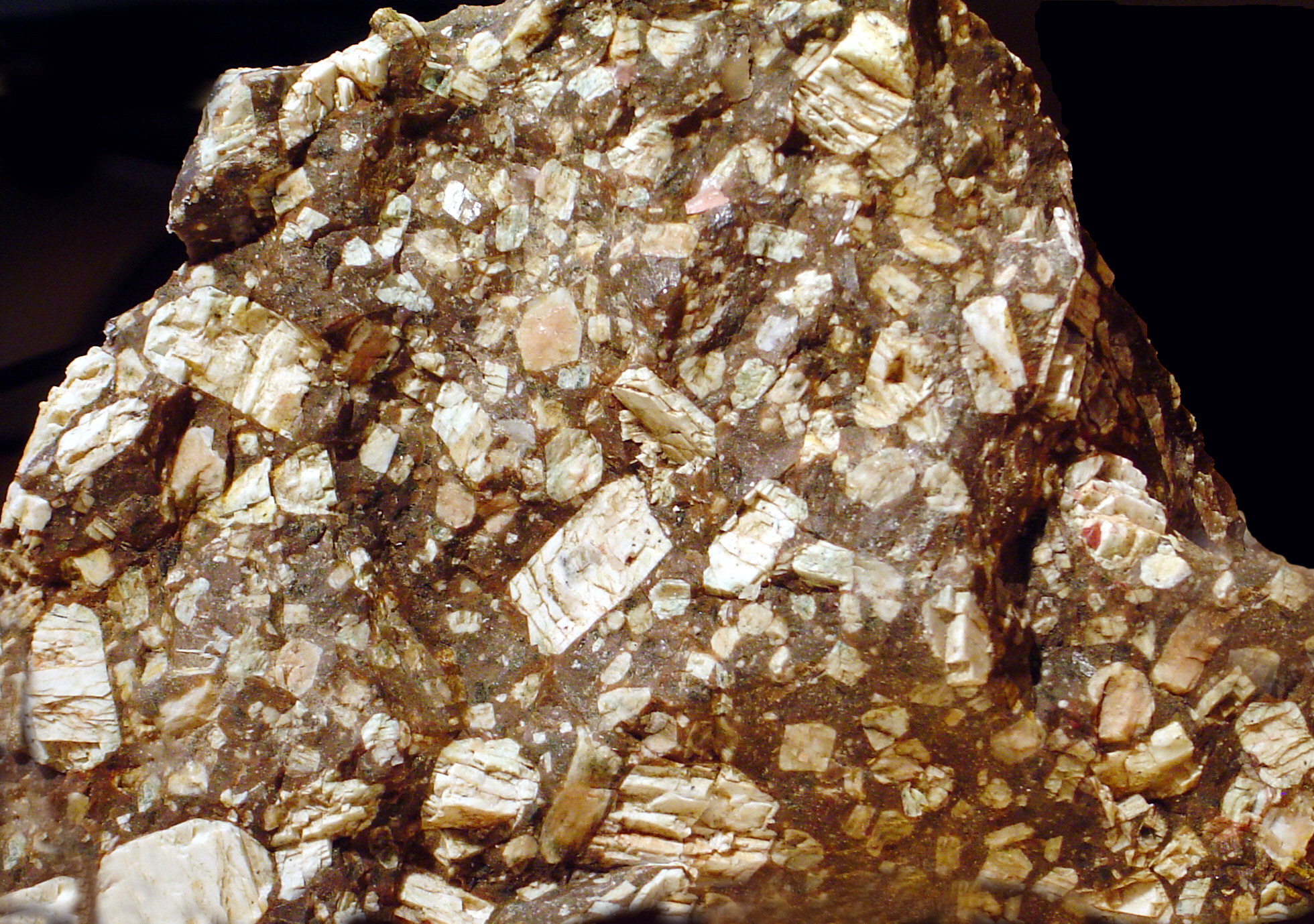
Andesina

Andesina (ou Andesita, forma antiga e pouco usual) é um mineral triclínico (que forma três ângulos desiguais, que se cortam obliquamente), do grupo mineralógico dos feldspatos (série da plagioclase). Constitui-se numa mistura isomorfa de albita e anortita, em que esta última varia em quantidades de 30 a 50 por cento, e a primeira de 70 a 50 por cento.

## Etimologia
Seu nome deriva dos Andes, onde sua incidência é grande. Matéria-prima de muitas construções Incas, um belo exemplar constitui-se no monólito da Porta do Sol.